# Kail Piho
Kail Piho, né le 28 mai 1991 à Võru, est un coureur estonien du combiné nordique.

## Biographie
Son frère Han Hendrik est aussi coureur du combiné nordique.
Il démarre en Coupe du monde en novembre 2008 avant de participer aux Championnats du monde 2009. Dans la Coupe du monde, son meilleur résultat est 16e dans des épreuves à Lillehammer en novembre 2012 et Tchaïkovski en janvier 2014. Il enregistre son meilleur classement général en 2012-2013 : 42e. Aux Championnats du monde 2013, il obtient ses meilleurs résultats en quatre participations : 28e et 27e en individuel.
Il prend sa retraite en 2018.

## Palmarès

### Championnats du monde
| Épreuve / Édition           | Gundersen      | Gundersen      | Départ en ligne                  | Relais                           | Relais                           | Sprint par équipes               |
| Épreuve / Édition           | Petit tremplin | Grand tremplin | Départ en ligne                  | Petit tremplin                   | Grand tremplin                   | Sprint par équipes               |
| Mondiaux 2009 Liberec       | 44e            | 40e            | 49e                              | Épreuve inexistante à cette date | 9e                               | Épreuve inexistante à cette date |
| Mondiaux 2011 Oslo          | 34e            | 33e            | Épreuve inexistante à cette date | 12e                              | —                                | Épreuve inexistante à cette date |
| Mondiaux 2013 Val di Fiemme | 28e            | 27e            | Épreuve inexistante à cette date | 11e                              | Épreuve inexistante à cette date | 10e                              |
| Mondiaux 2015 Falun         | 34e            | 37e            | Épreuve inexistante à cette date | 10e                              | Épreuve inexistante à cette date | 11e                              |

### Coupe du monde
- Meilleur classement général : 42e en 2013.
- Meilleur résultat individuel : 16e.

#### Différents classements en Coupe du monde
| Année     | Classement général final |
| 2011-2012 | 58e                      |
| 2012-2013 | 42e                      |
| 2013-2014 | 51e                      |
| 2014-2015 | 52e                      |
| 2015-2016 | 57e                      |

### Championnats d'Estonie
Il est double champion d'Estonie, remportant le titre hivernal 2011 et le titre estival 2011.